# راينهارد لاوك
راينهارد لاوك (بالألمانية: Reinhard Lauck)‏ مواليد 16 سبتمبر 1946 - الوفاة 22 أكتوبر 1997 في برلين، كان لاعب كرة قدم ألماني كان يلعب كلاعب وسط. سبق له أن لعب في كأس العالم لكرة القدم مع منتخب بلاده. فاز بميدالية أوليمبية في مسابقة كرة القدم.

## المسيرة الاحترافية

### أندية لعب لها
- إنيرجي كوتبوس
- يونيون برلين
- دينامو برلين

## روابط خارجية
- راينهارد لاوك على موقع الاتحاد الدولي (مؤرشف)  (الإنجليزية)
- راينهارد لاوك على موقع قاعدة بيانات كرة القدم.إي يو (الإنجليزية)
- راينهارد لاوك على موقع بيانات كرة القدم. دي إي (الألمانية)
- راينهارد لاوك على موقع ناشيونال فوتبول تيمز (الإنجليزية)
- راينهارد لاوك على موقع عالم كرة القدم.نت (الإنجليزية)
- راينهارد لاوك على موقع أوليمبيديا (الإنجليزية)